# Inedito
Inedito è il quattordicesimo album (il decimo in studio) della cantante italiana Laura Pausini, pubblicato in tutto il mondo l'11 novembre 2011.
L'album viene pubblicato in lingua spagnola con il nome Inédito il 15 novembre 2011.
Il 27 novembre 2012 viene pubblicata la Special Edition contenente il CD Inedito con l'aggiunta di tracce live e il DVD registrato durante l'Inedito World Tour 2011-2012, diretto da Leandro Manuel Emede e Nicolò Cerioni. Vende oltre 360.000 copie in Italia.

## Descrizione
Dopo aver annunciato alla fine del 2009 una pausa di due anni, nel gennaio 2011 il sito web della cantante ha riferito che sarebbe stato pubblicato alla fine dell'anno un nuovo album.
La data di uscita dell'album è stata comunicata il 10 febbraio e il primo singolo e la tracklist il 10 settembre. Il giorno seguente i primi trenta secondi del singolo Benvenuto sono stati resi disponibili in streaming attraverso il sito web della Pausini. La canzone è stata poi pubblicata in rotazione radiofonica il 12 settembre.
Nell'ottobre 2011, durante la promozione dell'album in Messico, Laura ha spiegato che il titolo Inedito si riferisce al processo creativo dell'album, descritto come molto diverso dagli altri. L'album è stato infatti realizzato per la prima volta senza nessuna pressione, nella privacy della sua casa, invece che lavorare negli aeroporti e nelle camere d'albergo.
La cantante ha dichiarato che prima di scegliere le 14 tracce dell'album ha ricevuto 256 canzoni e ne ha registrate ben 74. Descrivendo lo stile musicale del disco, ha inoltre dichiarato:
L'album è formato da 14 brani inediti. Benvenuto, il primo singolo dell'album che dà il benvenuto alle cose per cui vale la pena vivere e alle persone autentiche e vere, contro ogni forma di ipocrisia e falsità e contiene riferimenti agli eventi attuali, cercando di iniettare coraggio e ottimismo, nonostante la presenza della crisi economica che ha colpito tutto il mondo a partire dal 2008 e in altri versi del testo riferimenti più personali, riguardanti la vita privata dell'artista. Non ho mai smesso, il secondo singolo dell'album è la confessione più sincera di come l'artista consideri il proprio lavoro una grandissima fortuna e di come non abbia mai pensato, neanche per un istante, di lasciare questa sua passione. Il terzo è Bastava, scritto da Niccolò Agliardi per la concorrente della quinta edizione del talent show di Canale 5 Amici di Maria De Filippi del 2005 Eleonora Crupi, rifiutata dal Sanremolab (Festival di Sanremo) e donato poi alla Pausini e riadattato. Il quarto è Mi tengo, il cui testo riguarda le storie d'amore finite e il quinto Le cose che non mi aspetto dedicato ai fan dell'artista. In seguito alla gravidanza dell'artista, annunciata il 15 settembre 2012 al PalaCredito di Romagna di Forlì durante la festa annuale del FanClub viene scelto come sesto singolo dell'album Celeste, una ballata dedicata ad una immaginaria figlia che non c'è ancora. Inizialmente il sesto singolo doveva essere Troppo tempo. Gli altri brani sono: Troppo tempo, eseguito in duetto con Ivano Fossati e con un assolo di chitarra dallo stesso Fossati; Inedito, eseguito in duetto con Gianna Nannini; Come vivi senza me, che parla delle persone adulte che vivono insieme da molto tempo ed è ispirata ad una coppia di amici sposati che stanno passando un momento di crisi; Nel primo sguardo, scritta da Niccolò Fabi che parla di fiducia e dedicato alla sorella minore, Silvia, con la quale duetta nella versione italiana; Tutto non fa te, dedicato alla madre Gianna; Ti dico ciao, dedicato all'amico scomparso Giuseppe.
Nella Deluxe Edition sono presenti inoltre versioni soliste di Inedito/Inédito (Lo exacto opuesto de ti), Nel primo sguardo e gli adattamenti del brano Nel primo sguardo in lingua portoghese, No primeiro olhar, e in lingua francese, Dans le premier regarde.
Le immagini del libretto e della copertina sono firmate dal fotografo Mark Liddell. Nella copertina Laura Pausini viene raffigurata come in un quadro, mentre esce da una scatola in legno che la avvolge.
L'album viene presentato il 10 novembre 2011 in conferenza stampa a Milano in onda in streaming sul sito web di TGcom24, dopo un'esibizione improvvisa in Piazza del Duomo nel brano Non ho mai smesso. L'11 novembre 2011 viene invece presentato nella prima puntata del programma televisivo Chiambretti Muzik Show condotto da Piero Chiambretti in prima serata su Italia 1.
Per la promozione dell'album, Laura Pausini rimane impegnata per un anno da dicembre 2011 a agosto 2012 in un tour mondiale, intitolato Inedito World Tour 2011-2012, che tocca molte città in Italia, Europa e America Latina.
Il 27 novembre 2012 viene pubblicata la Special Edition contenente il CD Inedito con l'aggiunta del Medley Disco Music che la cantante ha interpretato a Roma durante il concerto del 31 dicembre 2011 dell'Inedito World Tour 2011-2012 e il DVD con registrazioni del tour durante le tappe di Milano, Roma, Caserta e Bologna e con contenuti speciali, come l'inedito videoclip di Troppo tempo con Ivano Fossati registrato a giugno 2012 a Perugia (pubblicato il 23 novembre 2012 anche sul sito del TGcom24 insieme al backstage). La Special Edition per il mercato spagnolo e latino contiene il CD Inédito con la nuova versione del brano Las cosas que no me espero eseguito in duetto con il venezuelano Carlos Baute in sostituzione della versione solista e il DVD con registrazioni del tour durante le tappe di Madrid e Barcellona e con contenuti speciali, come gli inediti videoclip di Hace tiempo con Ivano Fossati, Me quedo e Las cosas que no me espero solista. La regia del DVD è affidata a Leandro Manuel Emede e Nicolò Cerioni. La copertina è realizzata giocando con l'immagine della copertina originale di Inedito uscito nel 2011 ma con nuovi colori (giallo e blu) e le immagini live del palco disegnato da Mark Fisher e le luci di Patrick Woodroffe. Il trailer ufficiale del DVD viene pubblicato il 26 settembre 2012 nel profilo ufficiale Facebook della cantante. Il DVD in lingua italiana viene trasmesso in prima serata su Canale 5 il 20 dicembre 2012 (ottenendo 2.727.000 telespettatori con il 10,59% di share) e replicato il 22 dicembre su Mediaset Extra con l'aggiunta delle tracce Resta in ascolto, Vivimi, Tra te e il mare non pubblicate e del backstage esclusivo. Non vengono però trasmessi il Medley New Year's Eve e il Medley Tribute. Le tre tracce e il backstage vengono pubblicate il giorno seguente sul canale YouTube di Laura Pausini come Xmas Gift.

## Edizione 2011

### Inedito
L'edizione del disco pubblicata in Italia contiene 14 tracce inedite. Il 28 luglio 2023, in occasione dei festeggiamenti dei 30 anni di carriera dell'artista, l'album viene ripubblicato in vinile 33 giri colorato.
Le edizioni in formato LP non contengono i brani Ognuno ha la sua matita e Come vivi senza me per motivi di spazio.
- CD: 5052498870721 - 0825646646340

- LP (2011): 5052498870714

- LP (2023): 5054197673818

1. Benvenuto – 3:56 (testo: Laura Pausini, Niccolò Agliardi – musica: Laura Pausini, Paolo Carta)
2. Non ho mai smesso – 3:23 (testo: Laura Pausini, Niccolò Agliardi – musica: Laura Pausini, Paolo Carta)
3. Bastava – 3:32 (testo: Laura Pausini, Niccolò Agliardi – musica: Niccolò Agliardi, Massimiliano Pelan)
4. Le cose che non mi aspetto – 3:44 (testo: Laura Pausini, Niccolò Agliardi – musica: Niccolò Agliardi, Luca Chiaravalli)
5. Troppo tempo (feat. Ivano Fossati) – 4:04 (testo e musica: Ivano Fossati)
6. Mi tengo – 3:38 (testo: Laura Pausini, Niccolò Agliardi – musica: Niccolò Agliardi, Matteo Bassi, Simone Bertolotti)
7. Ognuno ha la sua matita – 3:44 (testo: Laura Pausini, Cheope – musica: Daniel Vuletic)
8. Inedito (feat. Gianna Nannini) – 3:11 (testo: Laura Pausini, Cheope – musica: Daniel Vuletic)
9. Come vivi senza me – 3:22 (testo: Laura Pausini, Cheope – musica: Daniel Vuletic)
10. Nel primo sguardo (feat. Silvia Pausini) – 4:33 (testo: Laura Pausini, Niccolò Fabi – musica: Laura Pausini, Paolo Carta)
11. Nessuno sa – 3:06 (testo: Laura Pausini, Niccolò Agliardi – musica: Paolo Carta)
12. Celeste – 4:01 (testo: Laura Pausini, Giuseppe Dati – musica: Giuseppe Dati, Goffredo Orlandi)
13. Tutto non fa te – 4:00 (testo: Laura Pausini, Niccolò Agliardi – musica: Niccolò Agliardi, Simone Bertolotti, Luca Chiaravalli)
14. Ti dico ciao – 3:15 (testo: Laura Pausini, Cheope – musica: Daniel Vuletic)

Durata totale: 51:29

### Inedito(Brasile)
L'edizione pubblicata in Brasile contiene, in aggiunta rispetto alla versione in lingua italiana, una Bonus track in lingua portoghese, No primeiro olhar.
- CD: 825646643394

1. No primeiro olhar – 4:33 (testo: Laura Pausini, Niccolò Fabi – adatt. portoghese: Laura Pausini, Carolina Leal – musica: Laura Pausini, Paolo Carta) – Versione in lingua portoghese di Nel primo sguardo

### Inedito-Promo Box Edition
L'edizione Promo Box Edition pubblicata in Italia è un cofanetto promozionale per i giornalisti (non in vendita) in legno, la stessa scatola raffigurata sulla copertina del disco, composto da:
- Inedito.
- Cartella stampa.

### Inédito
L'edizione del disco in spagnolo pubblicata in Spagna e in America Latina contiene 14 tracce inedite.
- CD: 5052498870929 - 825646646289

1. Bienvenido – 3:56 (testo: Laura Pausini, Niccolò Agliardi – adatt. spagnolo: Jorge Ballesteros – musica: Laura Pausini, Paolo Carta)
2. Jamás abandoné – 3:23 (testo: Laura Pausini, Niccolò Agliardi – adatt. spagnolo: Jorge Ballesteros – musica: Laura Pausini, Paolo Carta)
3. Bastaba – 3:32 (testo: Laura Pausini, Niccolò Agliardi – adatt. spagnolo: Ignacio Ballesteros – musica: Niccolò Agliardi, Massimiliano Pelan)
4. Las cosas que no me espero – 3:44 (testo: Laura Pausini, Niccolò Agliardi – adatt. spagnolo: Ignacio Ballesteros – musica: Niccolò Agliardi, Luca Chiaravalli)
5. Hace tiempo (feat. Ivano Fossati) – 4:04 (testo e musica: Ivano Fossati – adatt. spagnolo: Ana Incorvaia)
6. Me quedo – 3:38 (testo: Laura Pausini, Niccolò Agliardi – adatt. spagnolo: Ana Incorvaia – musica: Niccolò Agliardi, Matteo Bassi, Simone Bertolotti)
7. Cada uno juega su partida – 3:44 (testo: Laura Pausini, Cheope – adatt. spagnolo: Ignacio Ballesteros – musica: Daniel Vuletic)
8. Inédito (Lo exacto opuesto de ti) (feat. Gianna Nannini) – 3:11 (testo: Laura Pausini, Cheope – adatt. spagnolo: Jorge Ballesteros – musica: Daniel Vuletic)
9. Como vives tú sin mí – 3:22 (testo: Laura Pausini, Cheope – adatt. spagnolo: Ignacio Ballesteros – musica: Daniel Vuletic)
10. A simple vista – 4:33 (testo: Laura Pausini, Niccolò Fabi – adatt. spagnolo: Jorge Ballesteros – musica: Laura Pausini, Paolo Carta)
11. Quién lo sabrá – 3:06 (testo: Laura Pausini, Niccolò Agliardi – adatt. spagnolo: Ignacio Ballesteros – musica: Paolo Carta)
12. Asì celeste – 4:01 (testo: Laura Pausini, Giuseppe Dati – adatt. spagnolo: Jorge Ballesteros – musica: Giuseppe Dati, Goffredo Orlandi)
13. Lo que tú me das – 4:00 (testo: Laura Pausini, Niccolò Agliardi – adatt. spagnolo: Ignacio Ballesteros – musica: Niccolò Agliardi, Simone Bertolotti, Luca Chiaravalli)
14. Te digo adiós – 3:15 (testo: Laura Pausini, Cheope – adatt. spagnolo: Jorge Ballesteros – musica: Daniel Vuletic)

Durata totale: 51:29

### Inedito - Deluxe Edition
La Deluxe Edition è un cofanetto cartonato (digipack) che include oltre all'album in italiano e quello in spagnolo cinque Bonus track.
- 2 CD: 5052498870820

Bonus track di Inedito
1. Inedito (Solo Version) – 3:11 (testo: Laura Pausini, Cheope – musica: Daniel Vuletic)
2. Nel primo sguardo (Solo Version) – 4:33 (testo: Laura Pausini, Niccolò Fabi – musica: Laura Pausini, Paolo Carta)
3. Dans le premier regard – 4:33 (testo: Laura Pausini, Niccolò Fabi – adatt. francese: Ana Incorvaia – musica: Laura Pausini, Paolo Carta) – Versione in lingua francese di Nel primo sguardo

Durata totale: 59:46
Bonus track di Inédito
1. Inédito (Lo exacto opuesto de ti) (Solo Version) – 3:11 (testo: Laura Pausini, Cheope – musica: Daniel Vuletic)
2. No primeiro olhar – 4:33 (testo: Laura Pausini, Niccolò Fabi – adatt. portoghese: Laura Pausini, Carolina Leal – musica: Laura Pausini, Paolo Carta) – Versione in lingua portoghese di Nel primo sguardo

Durata totale: 55:13

## Edizione 2012

### Inedito - Special Edition
La Special Edition pubblicata in Italia è un cofanetto cartonato (digipack) composto da:
- CD Inedito in lingua italiana con 14 tracce, con l'aggiunta del Medley Disco Music eseguito a Roma durante il concerto del 31 dicembre 2011.
- DVD con video tratti dall'Inedito World Tour 2011-2012 e con contenuti speciali.

L'edizione in lingua italiana pubblicata in Brasile è disponibile in un cofanetto in plastica (jewel case) invece che cartonato (digipak).
- CD+DVD: 5053105500628 (digipak) - 825646543694 (jewel case)

Tracce CD
1. Medley New Year's Eve (Live) – 20:15

Durata totale: 71:44
Tracce DVD - Live Inedito World Tour
1. Benvenuto (Video live) – 5:05 (testo: Testo: Laura Pausini, Niccolò Agliardi – musica: Musica: Laura Pausini, Paolo Carta)
2. Io canto (Video live) – 3:51 (testo: Testo: Marco Luberti – musica: Musica: Riccardo Cocciante)
3. Con la musica alla radio (Video live) – 5:27 (testo: Testo: Laura Pausini, Daniel Vuletic – musica: Musica: Laura Pausini, Cheope)
4. Bastava (Video live) – 4:35 (testo: Testo: Laura Pausini, Niccolò Agliardi – musica: Musica: Niccolò Agliardi, Massimiliano Pelan)
5. Medley Dance (Video live) – 6:38
6. Nel primo sguardo (Video live) – 6:26 (testo: Testo: Laura Pausini, Niccolò Fabi – musica: Musica: Laura Pausini, Paolo Carta)
7. Inedito Guitar War (Video live) – 2:34 (musica: Musica: Paolo Carta, Nicola Oliva)
8. Inedito (Video live) – 5:07 (testo: Testo: Laura Pausini, Cheope – musica: Musica: Daniel Vuletic)
9. Primavera in anticipo (It Is My Song) (Video live) – 5:04 (testo: Testo: Laura Pausini, Cheope, James Blunt – musica: Musica: Daniel Vuletic)
10. Come se non fosse stato mai amore (Video live) – 3:56 (testo: Testo: Laura Pausini, Cheope – musica: Musica: Daniel Vuletic)
11. Non c'è (Video live) – 5:23 (testo: Testo: Federico Cavalli, Pietro Cremonesi – musica: Musica: Pietro Cremonesi, Angelo Valsiglio)
12. Intro Father's Eye (Video live) – 2:03
13. Medley Luna (Video live) – 8:39
14. Invece no (Video live) – 4:18 (testo: Testo: Laura Pausini, Niccolò Agliardi – musica: Musica: Laura Pausini, Paolo Carta)
15. La mia banda suona il rock (Video live) – 5:08 (Testo e Musica: Ivano Fossati)
16. Non ho mai smesso (Video live) – 10:52 (testo: Testo: Laura Pausini, Niccolò Agliardi – musica: Musica: Laura Pausini, Paolo Carta)

Tracce DVD - Extras
1. Medley New Year's Eve (Video live) – 20:17
2. Medley Tribute (Video live) – 5:07
3. Lady Marmalade (con Syria e Paola & Chiara) – 4:53 (Testo e Musica: Bob Crewe, Kenny Nolan) – (brano dei Labelle, da Nightbirds, 1974)
4. Backstage 2D (Video) – 12:02
5. Special moments 3D (Video) – 3:27

Tracce DVD - Videoclip
1. Benvenuto (Videoclip) – 3:56
2. Non ho mai smesso (Videoclip) – 3:23
3. Bastava (Videoclip) – 3:32
4. Mi tengo (Videoclip) – 3:38
5. Le cose che non mi aspetto (Videoclip) – 3:40
6. Troppo tempo (feat. Ivano Fossati) (Inedito, videoclip) – 4:03

Durata totale: 153:04

### Inédito - Special Edition
La Special Edition pubblicata in Spagna e in America Latina è un cofanetto cartonato (digipack) composto da:
- CD Inédito in lingua spagnola con 14 tracce con la nuova versione del brano Las cosas que no me espero eseguito in duetto con Carlos Baute che sostituisce la versione solista e con l'aggiunta del Medley Disco Music eseguito a Roma durante il concerto del 31 dicembre 2011.
- DVD con video tratti dall'Inedito World Tour 2011-2012 e con contenuti speciali.

L'edizione in lingua spagnola pubblicata in Brasile è disponibile in un cofanetto in plastica (jewel case) invece che cartonato (digipak).
- CD+DVD: 5053105517329 (digipak) - 825646543458 (jewel case)

Tracce CD
1. Las cosas que no me espero (con Carlos Baute) – 3:44 (testo: Testo: Laura Pausini, Niccolò Agliardi – adatt. spagnolo: Ignacio Ballesteros – musica: Musica: Niccolò Agliardi, Luca Chiaravalli)

1. Medley New Year's Eve (Live) – 20:15

Durata totale: 71:44
Tracce DVD - Live Inedito World Tour
1. Bienvenido (Video live) – 5:05 (testo: Testo: Laura Pausini, Niccolò Agliardi – adatt. spagnolo: Jorge Ballesteros – musica: Musica: Laura Pausini, Paolo Carta)
2. Yo canto (Video live) – 3:51 (testo: Testo: Marco Luberti - adatt. spagnolo: Frank Andrada – musica: Musica: Riccardo Cocciante)
3. Con la musica en la radio (Video live) – 5:27 (testo: Testo: Laura Pausini, Daniel Vuletic - adatt. spagnolo: Ignacio Ballesteros – musica: Musica: Laura Pausini, Cheope)
4. Bastaba (Video live) – 4:35 (testo: Testo: Laura Pausini, Niccolò Agliardi – adatt. spagnolo: Ignacio Ballesteros – musica: Musica: Niccolò Agliardi, Massimiliano Pelan)
5. Medley Dance (Video live) – 6:38
6. A simple vista (Video live) – 6:26 (testo: Testo: Laura Pausini, Niccolò Fabi – adatt. spagnolo: Jorge Ballesteros – musica: Musica: Laura Pausini, Paolo Carta)
7. Inedito Guitar War (Video live) – 2:34 (musica: Musica: Paolo Carta, Nicola Oliva)
8. Inedito (Lo exacto opuesto de ti) (Video live) – 5:07 (testo: Testo: Laura Pausini, Cheope – adatt. spagnolo: Jorge Ballesteros – musica: Musica: Daniel Vuletic)
9. Primavera anticipada (It Is My Song) (Video live) – 5:04 (testo: Testo: Laura Pausini, Cheope, James Blunt – Adatt spagnolo: Ignacio Ballesteros – musica: Musica: Daniel Vuletic)
10. Como si no nos hubiéramos amado (Video live) – 3:56 (testo: Testo: Laura Pausini, Cheope – adatt. spagnolo: León Tristán – musica: Musica: Daniel Vuletic)
11. Se fue (Video live) – 5:23 (testo: Testo: Federico Cavalli, Pietro Cremonesi - adatt. spagnolo: Badia – musica: Musica: Pietro Cremonesi, Angelo Valsiglio)
12. Intro Father's Eye (Video live) – 2:03
13. Medley Luna (Video live) – 8:39
14. Invece no (Video live) – 4:18 (testo: Testo: Laura Pausini, Niccolò Agliardi – musica: Musica: Laura Pausini, Paolo Carta)
15. Y mi banda toca el rock (Video live) – 5:08 (Testo e Musica: Ivano Fossati - adatt. spagnolo: Hidalgo)
16. Jamás abandoné (Video live) – 10:52 (testo: Testo: Laura Pausini, Niccolò Agliardi – adatt. spagnolo: Jorge Ballesteros – musica: Musica: Laura Pausini, Paolo Carta)

Tracce DVD - Extras
1. Medley New Year's Eve (Video live) – 20:17
2. Medley Tribute (Video live) – 5:07
3. Lady Marmalade (con Syria e Paola & Chiara) – 4:53 (Testo e Musica: Bob Crewe, Kenny Nolan) – (brano dei Labelle, da Nightbirds, 1974)
4. Backstage 2D (Video) – 12:02
5. Special moments 3D (Video) – 3:27

Tracce DVD - Videoclip
1. Bienvenido (Videoclip) – 3:56
2. Jamás abandoné (Videoclip) – 3:23
3. Bastaba (Videoclip) – 3:32
4. Me quedo (Videoclip) – 3:38
5. Las cosas que no me espero (Videoclip) – 3:50
6. Hace tiempo (feat. Ivano Fossati) (Inedito, videoclip) – 4:03

Durata totale: 153:04

## Data di pubblicazione
Edizione 2011
| Data di pubblicazione | Stato                               | Lingua              |
| --------------------- | ----------------------------------- | ------------------- |
| 11 novembre 2011      | Italia, Europa                      | italiana            |
| 15 novembre 2011      | America (Nord, Centro, Sud), Spagna | spagnola            |
| 17 novembre 2011      | Brasile                             | italiana e spagnola |

Edizione 2012
| Data di pubblicazione | Stato                                                            | Lingua              |
| --------------------- | ---------------------------------------------------------------- | ------------------- |
| 23 novembre 2012      | Austria, Germania, Slovenia, Svizzera                            | italiana            |
| 24 novembre 2012      | Messico                                                          | spagnola            |
| 26 novembre 2012      | Polonia                                                          | italiana            |
| 27 novembre 2012      | Finlandia, Francia, Irlanda, Islanda, Italia, Portogallo, Svezia | italiana            |
| 27 novembre 2012      | Argentina, Cile, Spagna                                          | spagnola            |
| 30 novembre 2012      | Belgio, Paesi Bassi                                              | italiana            |
| 4 dicembre 2012       | America (Nord, Centro, Sud),                                     | spagnola            |
| 5 dicembre 2012       | Giappone (solo Digital Download)                                 | italiana            |
| 18 dicembre 2012      | Brasile                                                          | italiana e spagnola |

## Registrazione
Audio
- ORS Oliveta Recording Studio, Castel Bolognese: registrazione, mixaggio.
- Studio Impatto, Bologna: registrazione, mixaggio.
- Overstudio, Cento: registrazione.
- Jungle Sound, Milano: registrazione.
- White Studio, Cremona: registrazione.
- Fantasy Studios, Berkeley: registrazione, mixaggio.
- Air Studios, Londra, registrazione.
- Ab Studio, Londra, mixaggio.
- Bernie Grundman Studios, Hollywood: masterizzazione.
- PalaLottomatica, Roma, 31 dicembre 2011: registrazione (Special Edition)

Video
- Mediolanum Forum d'Assago, Milano, 25 dicembre 2011
- PalaLottomatica, Roma, 31 dicembre 2011
- PalaMaggiò, Caserta, 22 e 23 marzo 2012
- PalaTupparello, Acireale 5 e 6 aprile 2012
- Unipol Arena, Bologna 17 aprile 2012
- Palacio de Deportes de la Comunidad de Madrid, Madrid, 20 aprile 2012 (Edizione spagnola)
- Palau Sant Jordi, Barcellona, 21 aprile 2012 (Edizione spagnola)

## Crediti
- Laura Pausini: voce, cori
- Paolo Carta: chitarra elettrica, chitarra acustica, programmazione, armonica, cori
- Leo Abrahams: chitarra elettrica, chitarra acustica
- Simone Bertolotti: tastiera, pianoforte, glockenspiel
- Dave Arco: pianoforte
- Corrado Rustici: chitarra elettrica, chitarra acustica, tastiera
- B.I.M. Orchestra: orchestra
- Emiliano Bassi: batteria, percussioni
- Matteo Bassi: basso
- C.V. Ensemble Orchestra: orchestra
- Ivano Fossati: chitarra elettrica, voce (in Troppo tempo/Hace tiempo)
- Luca Chiaravalli: cori, programmazione
- Massimo Varini: chitarra acustica, chitarra elettrica
- Cesare Chiodo: basso
- Paolo Valli: batteria
- Samuele Dessì: chitarra elettrica, chitarra acustica
- Nathan East: basso
- Steve Ferrone: batteria, percussioni
- Valentino Corvino: leader
- Elvezio Fortunato: chitarra elettrica
- Frank Martin: pianoforte
- Andy Pask: basso
- Celso Valli: pianoforte, organo Hammond B3, tastiera, armonium
- Michael Urbano: batteria
- Nicola Oliva: chitarra acustica
- Edodea Ensemble Orchestra: orchestra
- Kaveh Rastegar: basso
- Bruno Zucchetti: pianoforte, organo Hammond, tastiera, programmazione
- Ian Thomas: batteria
- Andrea Rigonat: chitarra elettrica
- Royal Philharmonic Orchestra: orchestra
- Tommy Ruggero: percussioni
- Solis String Quartet: archi
- Paolo Zampini: flauto
- Niccolò Agliardi: cori
- Rosaria Sindona: cori
- Marzia Gonzo: cori
- Marzia Bizzarri: cori
- Gianluigi Fazio: cori

## Riconoscimenti
Con Inedito Laura Pausini ottiene il 26 maggio 2012 all'Arena di Verona il premio Wind Music Award nella categoria CD Multiplatino (in onda su Rai 1 il 20 giugno).

## Classifiche
Inedito esordisce al 1º posto della classifica FIMI degli album più venduti in Italia restando in vetta anche la settimana successiva e ottenendo il 2º posto una volta e il 3° quattro.
Inédito nella classifica Billboard degli Stati Uniti d'America ottiene il 3º posto nella classifica World Album, il 7° nella Latin Pop Album e il 17° nella Latin Album.
A dicembre 2012 in seguito alla pubblicazione della Special Edition l'album torna al 5º posto della classifica FIMI degli album più venduti in Italia dopo 56 settimane.

### Classifiche settimanali
| Classifica (2011-2012) | Posizione massima |
| ---------------------- | ----------------- |
| Austria                | 59                |
| Belgio (Fiandre)       | 73                |
| Belgio (Vallonia)      | 13                |
| Croazia                | 10                |
| Francia                | 63                |
| Germania               | 47                |
| Italia                 | 1                 |
| Messico                | 12                |
| Paesi Bassi            | 30                |
| Spagna                 | 4                 |
| Svizzera               | 2                 |

### Classifiche di fine anno
| Classifica (2011) | Posizione |
| ----------------- | --------- |
| Italia            | 5         |
| Svizzera          | 47        |
| Classifica (2012) | Posizione |
| Italia            | 9         |
| Svizzera          | 69        |
| Classifica (2013) | Posizione |
| Italia            | 85        |

## Promozione
Il primo singolo estratto dall'album in Italia è Benvenuto, che debutta subito alla vetta della classifica italiana, il secondo Non ho mai smesso, il terzo Bastava, il quarto Mi tengo e il quinto Le cose che non mi aspetto. Il primo singolo estratto in Europa è invece Bastava e il secondo Le cose che non mi aspetto. Celeste è il sesto singolo estratto in Italia che promuove la Special Edition pubblicata nel 2012.
In America Latina e in Spagna l'ordine di uscita è lo stesso di quello italiano: Bienvenido, Jamás abandoné, Bastaba. Non escono però come singoli Me quedo e Asì celeste. Las cosas que no me espero in duetto con Carlos Baute è il quarto singolo estratto che promuove la Special Edition pubblicata nel 2012.
Singoli
| Inedito                    | Inedito           |
| Italia                     | Italia            |
| -------------------------- | ----------------- |
| Benvenuto                  | 12 settembre 2011 |
| Non ho mai smesso          | 11 novembre 2011  |
| Bastava                    | 20 gennaio 2012   |
| Mi tengo                   | 23 marzo 2012     |
| Le cose che non mi aspetto | 25 maggio 2012    |
| Celeste                    | 5 novembre 2012   |
| Europa                     |                   |
| Bastava                    | novembre 2011     |
| Le cose che non mi aspetto | 25 maggio 2012    |

| Inédito                                       | Inédito                                                   |
| Spagna, America Latina                        | Spagna, America Latina                                    |
| --------------------------------------------- | --------------------------------------------------------- |
| Bienvenido                                    | 12 settembre 2011                                         |
| Jamás abandoné                                | 22 novembre 2011                                          |
| Bastaba                                       | 20 gennaio 2012                                           |
| Las cosas que no me espero (con Carlos Baute) | 25 ottobre 2012 (America Latina) 30 ottobre 2012 (Spagna) |

Videoclip
| Titolo                                        | Regista                              | Data di pubblicazione | Sito Internet                 |
| --------------------------------------------- | ------------------------------------ | --------------------- | ----------------------------- |
| Benvenuto                                     | Gaetano Morbioli                     | 26 settembre 2011     | Corriere della Sera           |
| Bienvenido                                    | Gaetano Morbioli                     | 28 settembre 2011     | YouTube Warner Music Italia   |
| Non ho mai smesso                             | Gaetano Morbioli                     | 11 novembre 2011      | Corriere della Sera           |
| Jamás abandoné                                | Gaetano Morbioli                     | 22 novembre 2011      | YouTube Warner Music Italia   |
| Bastava                                       | Gaetano Morbioli                     | 26 gennaio 2012       | Corriere della Sera           |
| Bastaba                                       | Gaetano Morbioli                     | 2 febbraio 2012       | YouTube Warner Music Italia   |
| Mi tengo                                      | Gianluigi Fazio, Giorgio Fazio       | 11 aprile 2012        | MSN                           |
| Me quedo                                      | Gianluigi Fazio, Giorgio Fazio       | 27 novembre 2012      | DVD Inédito - Special Edition |
| Le cose che non mi aspetto                    | Salvatore Billeci                    | 13 giugno 2012        | Corriere della Sera           |
| Las cosas que no me espero                    | Salvatore Billeci                    | 27 novembre 2012      | DVD Inédito - Special Edition |
| Las cosas que no me espero (con Carlos Baute) | Salvatore Billeci                    | 27 novembre 2012      | YouTube Warner Music Italia   |
| Celeste                                       | Gaetano Morbioli                     | 7 novembre 2012       | TGcom24                       |
| Troppo tempo (con Ivano Fossati)              | Leandro Manuel Emede, Nicolò Cerioni | 23 novembre 2012      | TGcom24                       |
| Hace tiempo (con Ivano Fossati)               | Leandro Manuel Emede, Nicolò Cerioni | 27 novembre 2012      | YouTube Warner Music Italia   |

Making of the video
| Titolo                                        | Data di pubblicazione | Sito Internet                |
| --------------------------------------------- | --------------------- | ---------------------------- |
| Benvenuto                                     | 12 ottobre 2011       | YouTube Laura Pausini        |
| Non ho mai smesso                             | 15 novembre 2011      | YouTube Warner Music Italia  |
| Jamás abandoné                                | 15 novembre 2011      | YouTube Warner Music Italia  |
| Bastava                                       | 7 febbraio 2012       | YouTube Warner Music Italia  |
| Bastaba                                       | 27 gennaio 2012       | YouTube Warner Music Italia  |
| Le cose che non mi aspetto                    | 4 luglio 2012         | YouTube Warner Music Italia  |
| Las cosas que no me espero (con Carlos Baute) | 27 novembre 2012      | YouTube Laura Pausini Italia |
| Troppo tempo/Hace tiempo                      | 23 novembre 2012      | YouTube Warner Music Italia  |